# Mike Henry (acteur)
 (décembre 2012).
Si vous disposez d'ouvrages ou d'articles de référence ou si vous connaissez des sites web de qualité traitant du thème abordé ici, merci de compléter l'article en donnant les références utiles à sa vérifiabilité et en les liant à la section « Notes et références ».
Pour l’article homonyme, voir Mike Henry.
Mike Henry est un acteur, producteur, scénariste et chanteur américain né le 7 novembre 1965. Il est la voix du personnage de Cleveland Brown dans la série The Cleveland Show, rôle qu'il interprétait déjà dans Les Griffin.

## Biographie
Remarqué par Seth MacFarlane, il lui donnera des rôles avantageux (The Cleveland Show, Les Griffin, American Dad!). Il collabore ensuite avec Seth Green (avec qui il joua dans les Griffin) dans la série Robot Chicken.

## Filmographie
- 2012 : The Cleveland Show (saison 4) : Cleveland Brown (voix)
- 2012 : Ted de Seth MacFarlane : un présentateur de télé chrétien
- 2005-2012 : Les Griffin : Cleveland Brown, Consuela, Herbert, Bruce
- 2010-2011 : American Dad! : Jackson
- 2007 : Scrubs
- 2005 : Robot Chicken (saison 2) : l'associé
- 2005 : Robot Chicken - Saison 1 (série TV)